# Kościół Narodzenia Najświętszej Maryi Panny w Piekoszowie
Kościół Narodzenia Najświętszej Maryi Panny – rzymskokatolicki kościół parafialny należący do dekanatu piekoszowskiego diecezji kieleckiej.

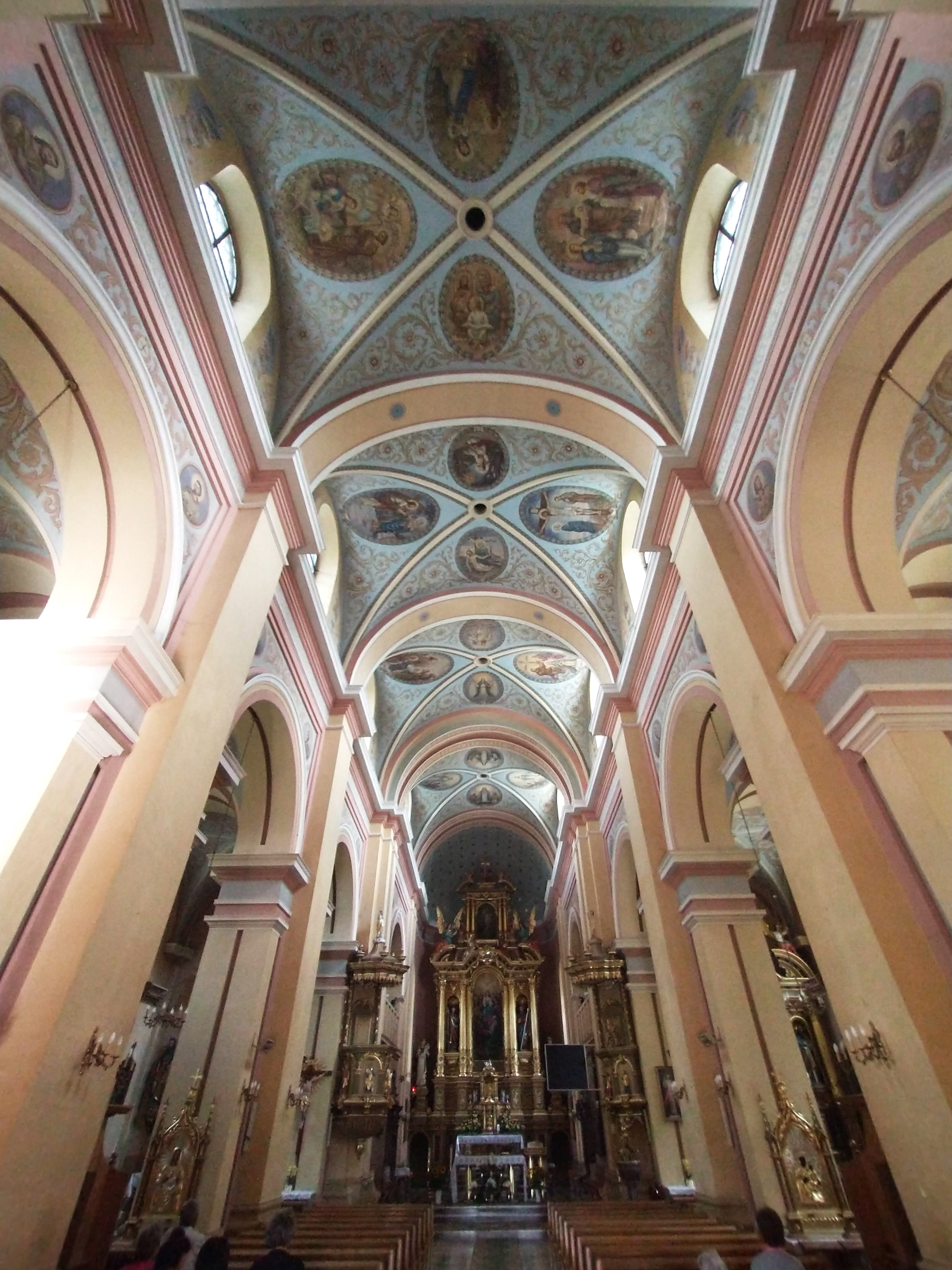
Wnętrze świątyni

Budowa kościoła została rozpoczęta w 1807 roku przez księdza proboszcza Bernarda Bzinkowskiego. Budowla została konsekrowana w 1884 roku przez biskupa sandomierskiego Antoniego Ksawerego Sotkiewicza. Kościół jest trójnawowy, murowany. Wzniesiony z kamienia i cegły, ma dwie wysokie wieże. We wnętrzu umieszczony jest obraz Chrystusa Boleściwego w srebrnej sukience pochodzący z XVIII wieku oraz chrzcielnica kamienna w stylu późnobarokowym, pochodząca również z XVIII wieku. Budowla w latach 1950–1960, 1970–1980 i 1992 roku poddawana była pracom remontowym. W latach 1985–1993 została odnowiona również polichromia, ołtarze boczne i główny oraz organy. 
Kościół w Piekoszowie to regionalne Sanktuarium Matki Bożej Miłosierdzia. W ołtarzu głównym znajduje się obraz Matki Bożej Miłosierdzia w stylu barokowym namalowany w latach 1691–1693. Obraz olejny na płótnie przedstawia Matkę Bożą z Dzieciątkiem na prawej ręce. Obraz Matki Bożej Piekoszowskiej koronował 8 września 1968 r. kard. Stefan Wyszyński. W styczniu 1983 r. korony skradziono. Rekoronacji obrazu dokonał kard. Józef Glemp w 1986 r.